# Wanjingzhen (ort i Kina, Hunan Sheng, lat 25,42, long 112,00)
Wanjingzhen (kinesiska: 湾井镇) är en ort i Kina. Den ligger i provinsen Hunan, i den södra delen av landet, omkring 320 kilometer söder om provinshuvudstaden Changsha. Antalet invånare är 34 222. Befolkningen består av 15 683 kvinnor och 18 539 män. Barn under 15 år utgör 21,0 %, vuxna 15-64 år 68 %, och äldre över 65 år 9,0 %.
Runt Wanjingzhen är det ganska tätbefolkat, med 199 invånare per kvadratkilometer. Närmaste större samhälle är Shunling, 20,0 km norr om Wanjingzhen. I omgivningarna runt Wanjingzhen växer i huvudsak blandskog.
Genomsnittlig årsnederbörd är 2 083 millimeter. Den regnigaste månaden är maj, med i genomsnitt 335 mm nederbörd, och den torraste är oktober, med 43 mm nederbörd.